# Guvernul Indoneziei
Termenul Guvernul Indoneziei (indonezian: Pemerintah Indonesia) poate avea o serie de sensuri diferite. Cel mai larg, se poate referi colectiv la cele trei ramuri tradiționale ale guvernului - filiala executivă, filiala legislativă și ramura judiciară. Termenul este, de asemenea, utilizat în mod colocvial pentru a însemna împreună executivul și legislativul, deoarece acestea sunt ramurile guvernului responsabile pentru guvernarea zilnică a națiunii și legiferarea. La limita cea mai restrânsă, termenul este folosit pentru a face referire la Sucursala executivă sub forma Cabinetului Indoneziei, deoarece acestea sunt ramurile guvernului responsabile de guvernarea de zi cu zi.

## Legături externe
- Republic of Indonesia - National portal